# Vertrag von Batumi
Der Vertrag von Batumi wurde am 4. Juni 1918 in Batumi zwischen dem Osmanischen Reich und den drei transkaukasischen Staaten abgeschlossen: der Demokratischen Republik Armenien, der Demokratischen Republik Aserbaidschan sowie der Demokratischen Republik Georgien. Der Vertrag mit 14 Artikeln war der erste Armeniens und Aserbaidschans.

## Hintergrund
Am 5. Dezember 1917 unterzeichneten Russen und Osmanen den Waffenstillstand von Erzincan, der ihren bewaffneten Konflikt an der persischen und der Kaukasusfront des Ersten Weltkriegs beendete. Am 3. März 1918 wurde der Waffenstillstand durch den Vertrag von Brest-Litowsk ersetzt. Dieser markierte den Kriegsaustritt Russlands. Zwischen dem 14. März und April 1918 wurde in Trabzon eine Friedenskonferenz zwischen dem Osmanischen Reich und einer Delegation des Transkaukasischen Sejm abgehalten. Enver Pasha bot an, auf alle Ansprüche im Kaukasus zu verzichten, im Gegenzug für die Anerkennung der osmanischen Rückgewinnung der ostanatolischen Provinzen nach dem Vertrag von Brest-Litowsk. Am 5. April akzeptierte der Anführer der transkaukasischen Delegation, Akaki Chkhenkeli, den Vertrag von Brest-Litowsk als Grundlage für weitere Verhandlungen und sandte den Regierenden ein Telegramm, in dem sie aufforderte, dieser Position zuzustimmen. Die überwiegende Stimmung in Tiflis war gänzlich anders: Die Armenier drängten die Republik, den Entwurf abzulehnen und den Kriegszustand mit dem Osmanischen Reich auszurufen. Feindseligkeiten nahmen wieder zu. Osmanische Truppen fielen in die Gebiete im Osten ein und erreichten kurz darauf die Vorkriegsgrenzen.

## Vertragsabschluss
Am 11. Mai begann eine neue Friedenskonferenz in Batumi. Die Osmanen verlangten nun auch Tiflis sowie Alexandropol und Etschmiadsin. Sie wollten auch, dass eine Eisenbahnverbindung gebaut würde, um Kars und Dscholfa mit Baku zu verbinden. Der neue armenische Staat, durch den dieser Korridor führen würde, sollte freies Durchgangsrecht gewähren. Die armenischen und georgischen Mitglieder der Delegation zögerten eine Entscheidung hinaus. Ab dem 21. Mai rückte die osmanische Armee erneut in das ehemals russische Armenien vor. Seit dem 17. Jahrhundert stand es nicht mehr unter der Kontrolle des Sultans. Der Konflikt führte zu den Schlachten von Sardarapat (21.–29. Mai), Karakilisa (24.–28. Mai) und Abaran (21.–24. Mai).
Der Vertrag wurde geschlossen, während die 3. osmanische Armee sich sieben Kilometer von Jerewan und nur zehn Kilometer von Etschmiadsin befand. Er musste von den Mittelmächten geprüft und bestätigt werden. 15 Tage nach dem Vertragsschluss wurden Delegierte aus Armenien aufgefordert, nach Konstantinopel zu kommen. In den abgetretenen Gebieten bestand die Mehrheit der 1,25 Millionen Einwohner vor dem Krieg aus Armeniern, davon mehr als 400.000 im abgetretenen Teil der Provinz Jerewan.

## Unterzeichner
Auf osmanischer Seite:
- Halil Menteşe, Justizminister
- Vehib Pascha, Kommandeur der 3. Armee an der Kaukasusfront

Auf armenischer Seite:
- Avedis Aharonian, Parlamentspräsident der Demokratischen Republik Armenien
- Alexander Chatissjan, Außenminister
- M. Babachanian.
- Ghorghanian.

Auf aserbaidschanischer Seite:
- Məhəmməd Əmin Rəsulzadə, Präsident des Aserbaidschanischen Nationalen Rats
- Mammad Hasan Hajinski, Außenminister

Auf georgischer Seite:
- Akaki Chkhenkeli, Außenminister